# Prieuré Saint-Michel de Castelnau-Pégayrols
Le prieuré Saint-Michel de Castelnau-Pégayrols est un ancien prieuré situé en France sur la commune de Castelnau-Pégayrols, dans le département de l'Aveyron en région Occitanie.
L'édifice fait l'objet, avec l'église paroissiale, de classements au titre des monuments historiques depuis 1920 et 1990.

## Description
L'ancien prieuré comprend aujourd'hui deux ailes disposées en équerre. La plus ancienne, l'aile nord, est construite en appareil régulier et a conservé sur sa façade sud, et sous un arc de décharge, une belle fenêtre romane à baie géminée avec un chapiteau sur la colonne centrale dans le style du XIIe siècle.
L'aile est relie l'aile nord à l'église Saint-Michel. Elle a été très remaniée à la fin du XVe siècle. Cette aile comprend une grande salle avec un plafond à poutrelles apparentes et une cheminée de pierre dont la hotte porte les armoiries de la famille de Castelnau qui sont aussi sculptées  dans la chapelle de la tribune de l'église. La tribune et l'aile nord ont dû être construits en même temps, peut-être par un prieur appartenant à la famille de Castelnau. L'aile est communique avec la tribune de l'église Saint-Michel.

## Localisation
Le prieuré est situé sur la commune de Castelnau-Pégayrols, dans le département français de l'Aveyron.

## Historique
Une première donation de l'église Saint-Michel à l'abbaye Saint-Victor de Marseille est faite en 1071 par Acfred de Lévezou, seigneur de Castelnau, époux d'Arsinde, fille de Richard II vicomte de Millau. Deux des frères d'Arsinde, Bernard et Richard, ont été successivement abbés de Saint-Victor entre 1065 et 1106. Ce dernier, cardinal archevêque de Narbonne, a aidé son neveu, Arnaud de Lévézou, dans son accession au titre d'archevêque de Narbonne en 1121. Ce sont probablement ces liens familiaux qui ont entraînés les donations à l'abbaye de Saint-Victor.
Le cartulaire de l'abbaye de Saint-Victor avait plusieurs chartes datées de 1082 confirmant les donations d'églises du Rouergue par l'évêque de Rodez. Ces églises relevaient de l'abbaye de Vabres et l'église Saint-Amans. Cet acte comprend aussi la donation de l'église Notre-Dame (Duo etiam ecclesiam sancto Michaelis de Castello novo et ecclesiam sancte Marie parrochialem).
En 1507, date d'une visite pastorale de l'évêque François d'Estaing, le service paroissial avait été transféré de l'église Notre-Dame à l'église Saint-Michel. Les bâtiments du prieuré deviennent le presbytère.
L'édifice est classé au titre des monuments historiques le 20 octobre 1920 (église paroissiale Saint-Michel) et le 1er mars 1990 (ancien prieuré).